# Erythrina schimpffii
Erythrina schimpffii là một loài thực vật họ Đậu (Fabaceae). Loài này chỉ có ở Ecuador. Môi trường sống tự nhiên của chúng là vùng núi ẩm nhiệt đới và cận nhiệt đới.